# Quận Granite, Montana
Quận Granite là một quận thuộc tiểu bang Montana, Hoa Kỳ. Quận lỵ đóng ở Philipsburg6. Quận được đặt tên theo. Dân số theo điều tra năm 2010 của Cục điều tra dân số Hoa Kỳ là 3079 người.

## Địa lý
Theo Cục điều tra dân số Hoa Kỳ, quận này có diện tích km2, trong đó có km2 là diện tích mặt nước.

## Thông tin nhân khẩu
Theo điều tra dân số 2 năm 2000, quận này đã có dân số 2.830 người, 1.200 hộ gia đình, và 784 gia đình sống trong quận hạt. Mật độ dân số là 2 người trên một dặm vuông (1/km ²). Có 2.074 đơn vị nhà ở mật độ trung bình của 1 trên một dặm vuông (0/km ²). Thành phần chủng tộc của cư dân sinh sống trong quận gồm 96,25% người da trắng, 1,27% người Mỹ bản xứ, 0,14% châu Á, Thái Bình Dương 0,04%, 0,46% từ các chủng tộc khác, và 1,84% từ hai hoặc nhiều chủng tộc. 1,27% dân số là người Hispanic hay Latino thuộc một chủng tộc nào. 17,8% là người gốc Đức, tiếng Anh 13,5%, 13,1% người Ailen, 8,3% và 7,2% người Mỹ gốc Na Uy theo điều tra dân số năm 2000.
Có 1.200 hộ, trong đó 27,10% có trẻ em dưới 18 tuổi sống chung với họ, 54,70% là đôi vợ chồng sống với nhau, 7,40% có một chủ hộ nữ và không có chồng, và 34,60% là không lập gia đình. 30,10% hộ gia đình đã được tạo ra từ các cá nhân và 12,30% có người sống một mình65 tuổi hoặc cao hơn. Cỡ hộ trung bình là 2,33 và cỡ gia đình trung bình là 2,91.
Trong quận cơ cấu độ tuổi dân cư được trải ra với 24,20% dưới độ tuổi 18, 5,70% 18-24, 23,30% 25-44, 30,80% từ 45 đến 64, và 15,90% từ 65 tuổi trở lên người. Độ tuổi trung bình là 43 năm. Đối với mỗi 100 nữ có 105,10 nam giới. Đối với mỗi 100 nữ 18 tuổi trở lên, đã có 102,60 nam giới.
Thu nhập trung bình cho một hộ gia đình trong quận đạt mức USD 27.813, và thu nhập trung bình cho một gia đình là USD 33.485. Phái nam có thu nhập trung bình USD 26.250 so với 17.961 USD đối với phái nữ. Thu nhập bình quân đầu người là 16.636 USD. Có 13,90% gia đình và 16,80% dân số sống dưới mức nghèo khổ, bao gồm 24,20% những người dưới 18 tuổi và 8,50% của những người 65 tuổi hoặc cao hơn.